# Kiesraad
Der Kiesraad (deutsch Wahlrat) ist ein aus sieben Mitgliedern bestehendes Kollegium, das durch den niederländischen Innenminister benannt wird.
Der Kiesraad wurde 1907 eingerichtet. Er ist in Den Haag angesiedelt und berät Regierung und Parlament der Niederlande bezüglich der Ausführungsbestimmungen von Wahlrecht und Wahlen. Es ist auch der zentrale Wahlausschuss bei den Wahlen zur Ersten und Zweiten Kammer und zum Europäischen Parlament. Zu seinen Aufgaben gehört unter anderem, die Wahlergebnisse offiziell festzustellen und bekanntzumachen.

## Mitglieder
- Jan Kees Wiebenga, Vorsitzender seit 2017
- Rudy Andeweg, Vizevorsitzender seit 2018, Mitglied seit 2017
- Jacobine van den Brink, Mitglied seit 2017
- Peter Castenmiller, Mitglied seit 2013
- Aat de Jonge, Mitglied seit 2019
- Ronald Prins, Mitglied seit 2018
- Hestia Reukema-Gevers, Mitglied seit 2018